# Levergies
Levergies ist eine französische Gemeinde mit 541 Einwohnern (Stand: 1. Januar 2022) im Département Aisne in der Region Hauts-de-France (vor 2016 Picardie). Sie gehört zum Arrondissement Saint-Quentin, zum Kanton Bohain-en-Vermandois und zum Gemeindeverband Pays du Vermandois.

## Geografie
Die Gemeinde Levergies liegt elf Kilometer nördlich von Saint-Quentin. Nachbargemeinden von Levergies sind Ramicourt im Nordosten, Sequehart im Osten, Lesdins im Süden, Lehaucourt im Westen sowie Magny-la-Fosse und Joncourt im Nordwesten.

## Geschichte
Von 1892 bis 1954 lag Levergies an der heute stillgelegten Eisenbahnstrecke von Le Catelet nach Saint-Quentin.
Während des Ersten Weltkriegs wurde Levergies am 28. August 1914 von deutschen Truppen besetzt. Nach heftigen Kämpfen eroberte die 32. britische Division das Dorf am 30. September 1918 zurück.

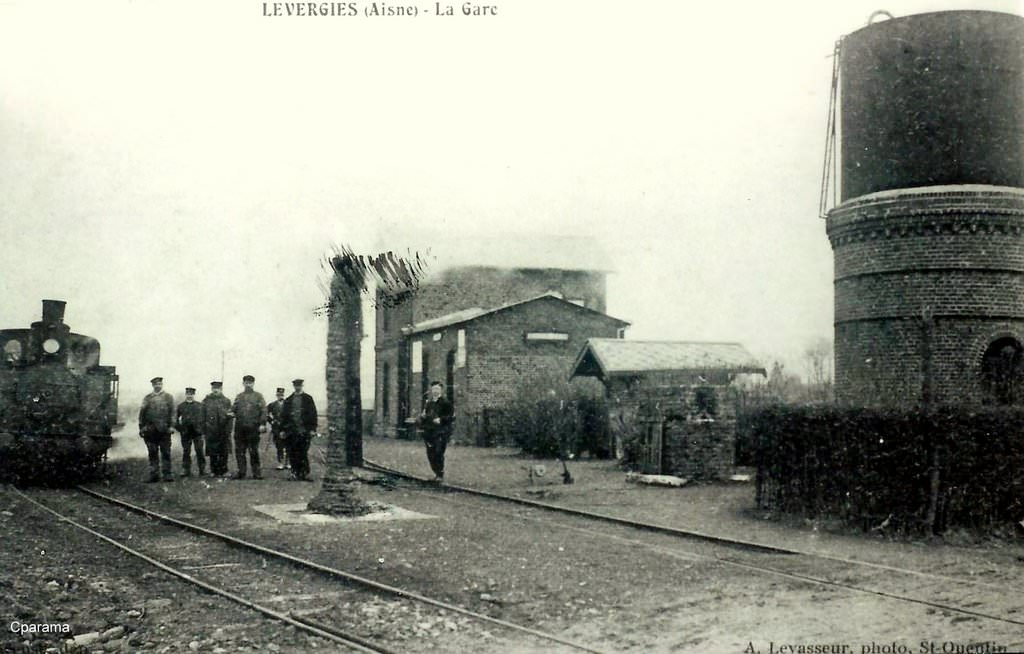
Bahnhof und Wasserturm um 1908
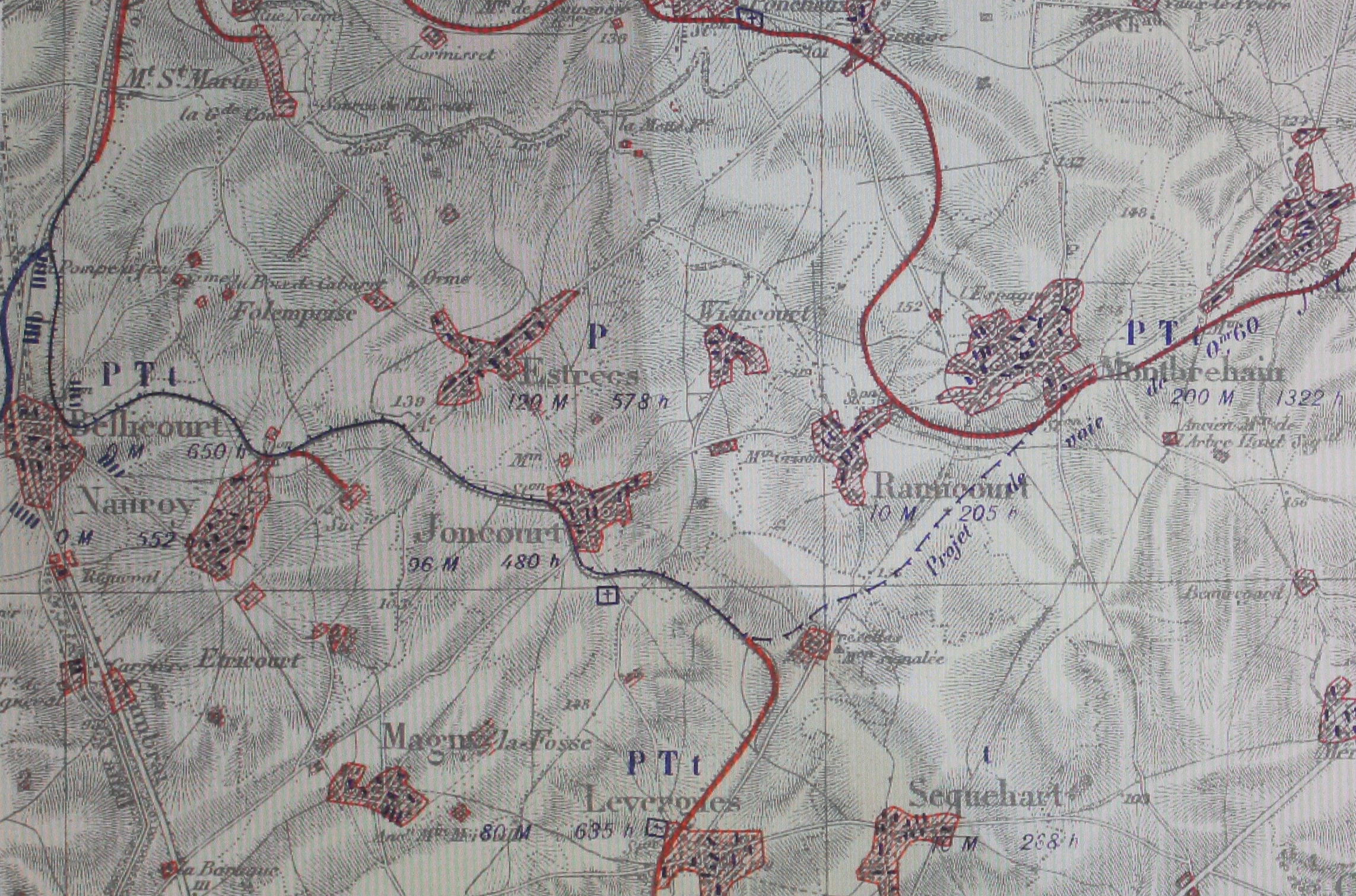
Karte mit den Zerstörungen der Kämpfe von 1918 in Levergies und Umgebung

### Bevölkerungsentwicklung
| Jahr                       | 1962 | 1968 | 1975 | 1982 | 1990 | 1999 | 2011 | 2022 |
| -------------------------- | ---- | ---- | ---- | ---- | ---- | ---- | ---- | ---- |
| Einwohner                  | 534  | 512  | 536  | 566  | 601  | 577  | 581  | 541  |
| Quellen: Cassini und INSEE |      |      |      |      |      |      |      |      |

## Sehenswürdigkeiten

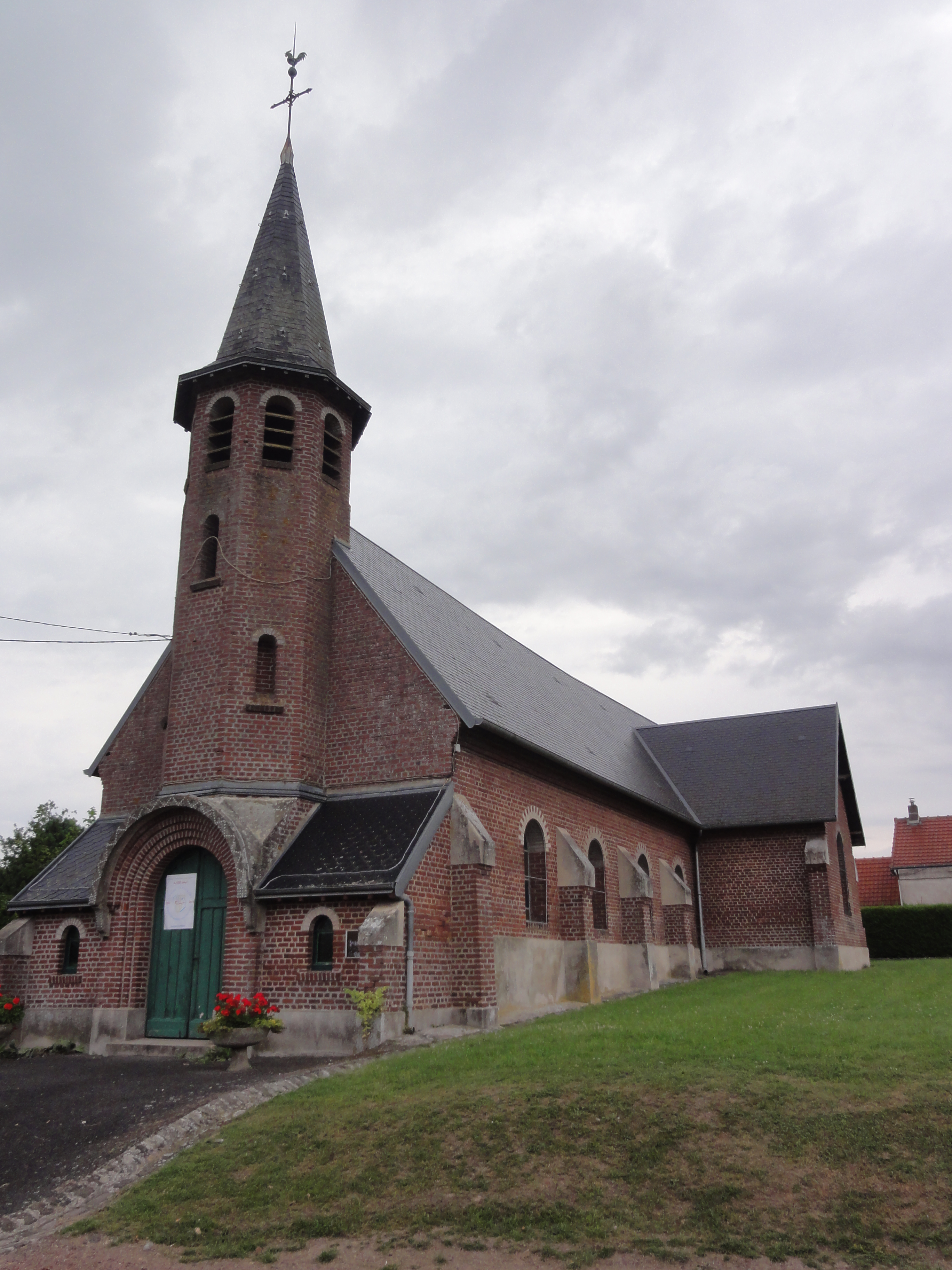
Kirche Saint-Médard
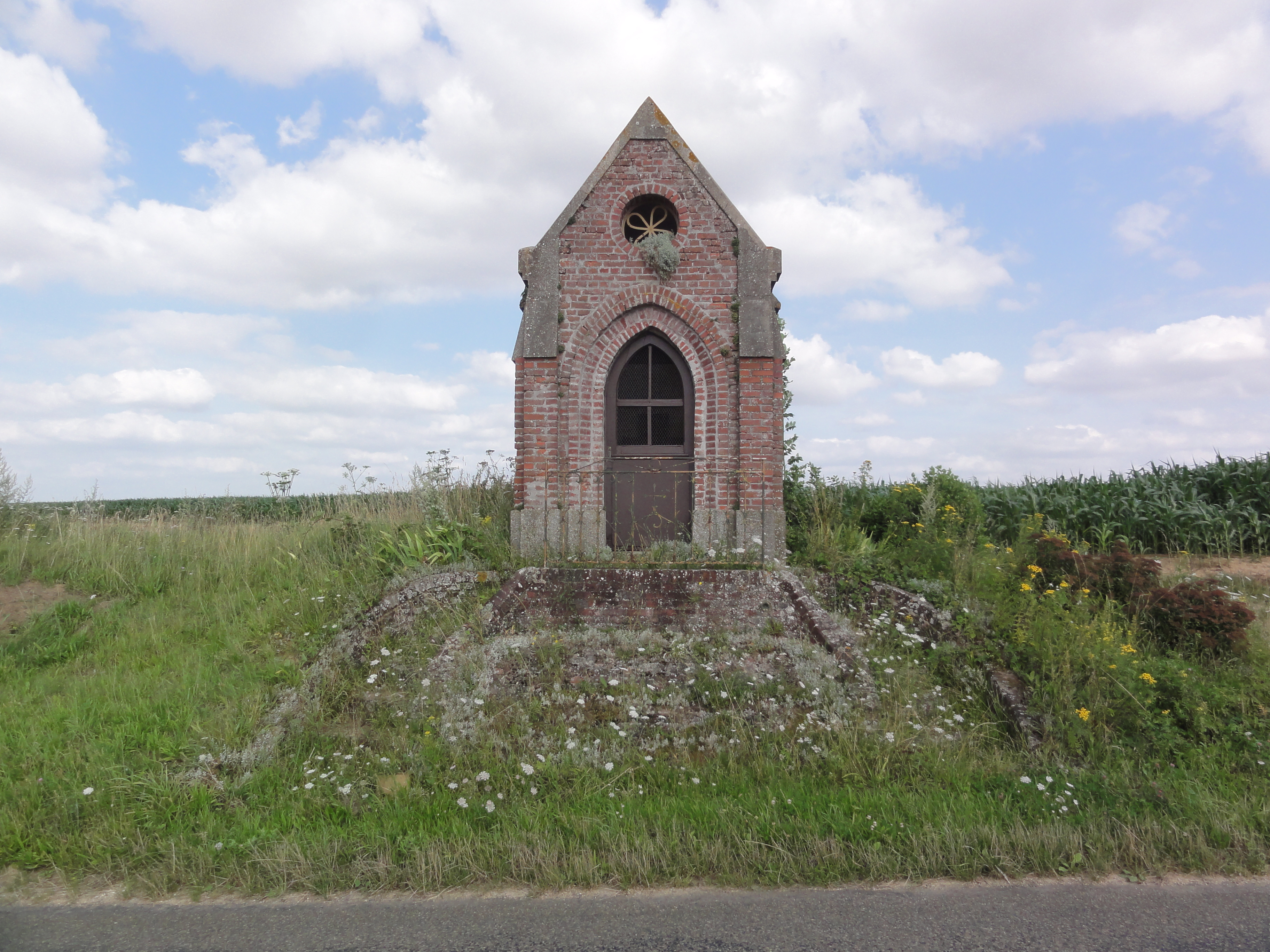
Kapelle Saint-Maurand
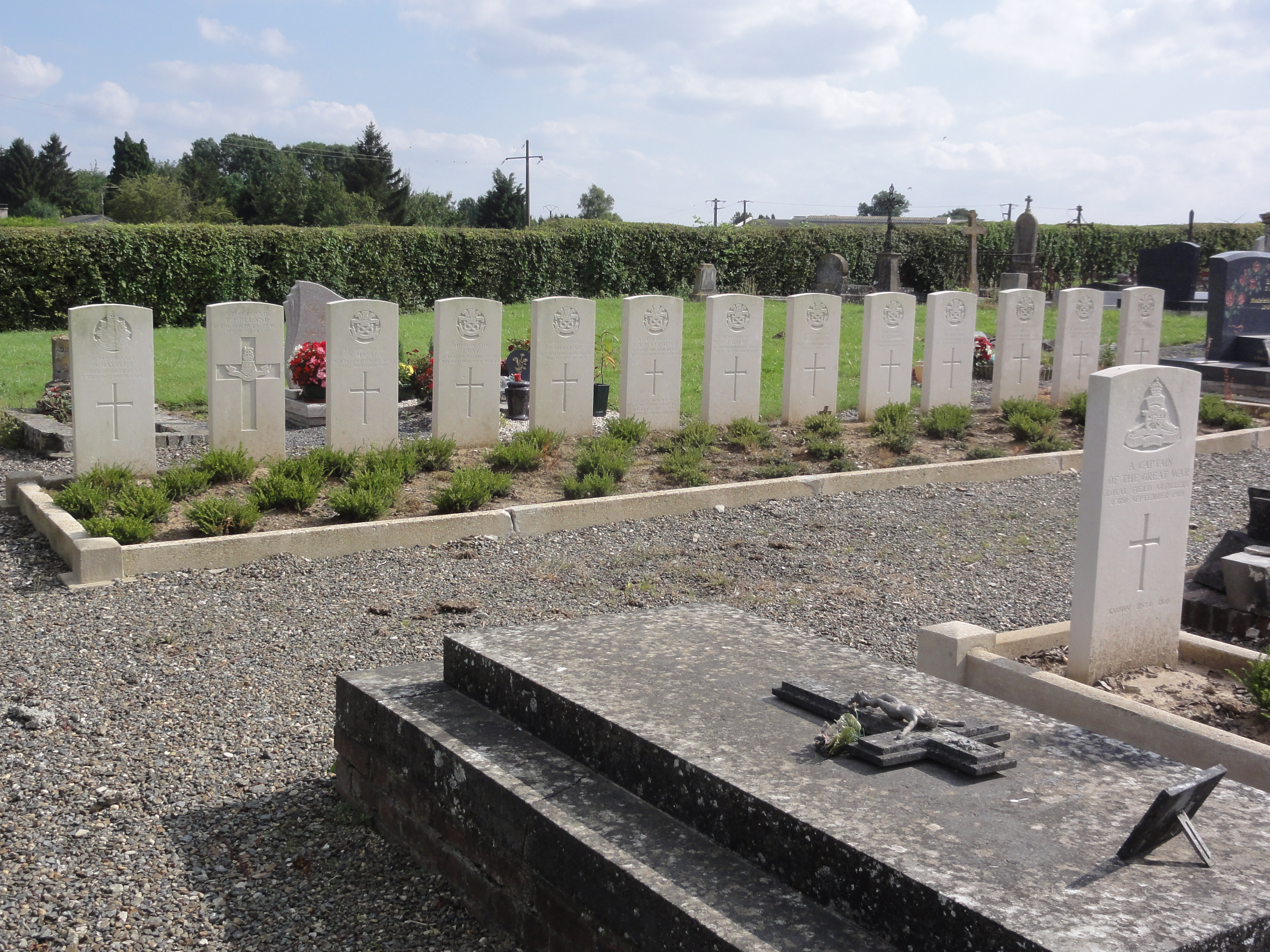
Commonwealth-Soldatengräber auf dem Gemeindefriedhof

- Kirche Saint-Médard
- Kapelle Saint-Maurand
- Commonwealth-Soldatengräber auf dem Gemeindefriedhof